# هنری زلزله
هنری زلزله (به انگلیسیHorrid Henry) مجموعه کتاب کودکان است که توسط فرانچسکا سایمون نویسنده انگلیسی نوشته شده و تونی راس آن را تصویرگری کرده‌است. از این مجموعه، برای ساخت فیلم و برنامه تلویزیونی هم استفاده شده‌است.
هنری زلزله در سال ۱۹۹۴ توسط اورین بوکن منتشر شد. تاکنون، ۲۵ عنوان از آن منتشر شده و بیش از ۲۱ میلیون نسخه در سراسر جهان به فروش رفته‌است. این مجموعه از داستان‌های واقعی زندگی الهام گرفته و اتفاقات زندگی یک پسر بچه شیطان و بازیگوش به نام هنری را به تصویر می‌کشد که با پدر و مادر و برادر کوچک‌ترش زندگی می‌کند. برادر هنری شخصیتی کاملاً متضاد با هنری دارد.
کتاب هنری زلزله به ۲۵ زبان ترجمه شده‌است.

## 10 کتاب هنری زلزله
تا کنون 10  جلد کتاب هنری زلزله به زبان فارسی ترجمه شده‌است.
1. هنری زلزله و تعطیلات پرماجرا
2. هنری زلزله و دندان شیری
3. هنری زلزله پولدار می‌شود
4. هنری زلزله و پرستار لولوخرخره
5. هنری زلزله و خانه اشباح
6. هنری زلزله در جشن تولد
7. هنری زلزله و شپش‌هایش
8. هنری زلزله و ناهار روز عید
9. هنری زلزله و ماشین زمان
10. هنری زلزله و عشق فوتبال

## جوایز و افتخارات
- ۲۰۰۸ برنده جایزه کتاب سال کودک در انگلستان برای کتاب «هنری زلزله و آدم‌برفی زشت»[۴]